# 통 (그릇)

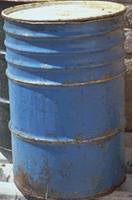
스탠더드 오일 컴퍼니 블루 55-US 갤런 (208 리터) 통. (드럼)

통(桶)은 원통 모양의 용기이다. 국어사전에서는 무엇을 담기 위하여 나무나 쇠, 플라스틱 유리 따위로 깊게 만든 그릇으로 정의한다. 유럽에서 통은 전통적으로 나무나 금속 후프(hoop)로 묶인 나무 통판으로 만들어진다. 통은 단위로도 사용되며, 영어권에서는 배럴(barrlel)이라는 표기가 사용된다.
통은 물과 기름, 포도주 등을 담을 수 있으며, 그 쓰임은 다양하다.

## 같이 보기
- 배럴
- 드럼통